# Romeo Tovar Astorga
Romeo Tovar Astorga OFM (* 5. März 1940 in Ciudad Delgado, El Salvador) ist ein salvadorianischer Ordensgeistlicher und emeritierter römisch-katholischer Bischof von Santa Ana.

## Leben
Romeo Tovar Astorga trat in die Ordensgemeinschaft der Franziskaner ein und empfing am 25. Juni 1968 das Sakrament der Priesterweihe.
Am 5. Mai 1987 ernannte ihn Papst Johannes Paul II. zum ersten Bischof des mit gleichem Datum errichteten Bistums Zacatecoluca. Der Apostolische Nuntius in El Salvador, Erzbischof Francesco De Nittis, spendete ihm am 25. Juli desselben Jahres die Bischofsweihe; Mitkonsekratoren waren der Erzbischof von San Salvador, Arturo Rivera Damas SDB, und der Bischof von San Vicente, José Oscar Barahona Castillo. Johannes Paul II. ernannte ihn am 17. Dezember 1996 zum Koadjutorbischof von San Miguel. Romeo Tovar Astorga wurde am 10. April 1997 in Nachfolge von José Eduardo Alvarez Ramírez CM, der aus Altersgründen zurücktrat, Bischof von San Miguel. Am 12. Mai 1999 erfolgte die Ernennung zum Bischof von Santa Ana.
Am 8. Februar 2016 nahm Papst Franziskus seinen altersbedingten Rücktritt an.